# بویانا یوانوفسکی
 بویانا یوانوفسکی (انگلیسی: Bojana Jovanovski؛ زادهٔ ۳۱ دسامبر ۱۹۹۱) یک تنیس‌باز اهل صربستان است. 